# 阿古智子
阿古智子（1971年5月28日—）是一名日本社會學家、教育學家、現代中國研究者，目前擔任東京大學大学院綜合文化研究科教授。
出身大阪府八尾市，曾就讀大阪府立八尾高等學校、大阪外國語大學外國語學科中國語學科、名古屋大學國際開發研究科碩士課程，後來於香港大學取得教育學博士學位，師從程介明。丈夫是北海道大學教授城山英巳。

## 中译本
- 《香港何去何從》，玉山社，2022年。